# Isatis frutescens
Isatis frutescens är en korsblommig växtart som beskrevs av Grigorij Silych Karelin och Ivan Petrovich Kirilov. Isatis frutescens ingår i släktet vejdar, och familjen korsblommiga växter. Inga underarter finns listade i Catalogue of Life.